# Kulturna baština (časopis)
Kulturna baština - časopis za pitanja prošlosti splitskoga područja hrvatski je kulturni časopis koji se bavi kulturnom baštinom. Izdaje ga Društvo prijatelja kulturne baštine Split. Prvi broj izašao je 1973. godine. Od tada izlazio je polugodišnje, trogodišnje i godišnje. Sažetci članaka su na više jezika. Podnaslov "časopis za pitanja prošlosti splitskoga područja" nosi od 1999. godine. Glavni urednici bili su Josip Morpurgo, Leo Ivanda, Ante Sapunar, Stanko Piplović i Gordana Sladoljev.

## Vanjske poveznice
Mrežna mjesta
- Društvo prijatelja kulturne baštine Split  Arhivirana inačica izvorne stranice od 12. svibnja 2021. (Wayback Machine)